# Dmytro Pashytskyy
Dmytro Pashytskyy est un joueur ukrainien de volley-ball né le 29 novembre 1987 à Kiev (URSS). Il mesure 2,05 m et joue central.

## Clubs
| Club              | De        | À         |
| ----------------- | --------- | --------- |
| Pärnu PK          | 2009-2010 | 2009-2010 |
| Selver Tallinn    | 2010-2011 | 2010-2011 |
| AS Cannes         | 2011-2012 | 2013-2014 |
| Cuprum Lubin      | 2014-2015 | 2014-2015 |
| Resovia Rzeszów   | 2015-2016 | 2015-2016 |
| Trefl Gdańsk      | 2016-2017 | 2016-2017 |
| Kouzbass Kemerovo | 2017-2018 | ...       |

## Palmarès
- Championnat d'Estonie (1)
  - Vainqueur : 2011

- Coupe d'Estonie (1)
  - Vainqueur : 2011

- Championnat d'Baltique (1)
  - Vainqueur : 2011

- Championnat de Pologne 
  - Finaliste : 2016

- Ligue des champions 
  - Finaliste/Finale Four : 2016

- Coupe des Coupes puis Coupe de la CEV 
  - Demi-finaliste : 2019

- Championnat de Russie (1)
  - Vainqueur : 2019

- Supercoupe de Russie (1)
  - Vainqueur : 2019